# Kees Vriesman
Cornelis Jacob (Kees) Vriesman (Wieringermeer, 3 december 1944) is Nederlands bestuurder en voormalig politicus van de Partij van de Arbeid.
Hij werd geboren op een schip bij de Ulkesluis aan het Amstelmeer en groeide op in Schagen en omgeving. Daarna studeerde Vriesman tot 1967 weg- en waterbouwkunde aan de hts in Haarlem en, na het vervullen van zijn militaire dienstplicht (officier en - later - lange tijd reserve-officier), vervolgens civiele techniek aan de Technische Hogeschool Delft. 
Na zijn afstuderen werd hij daar in 1973 wetenschappelijk medewerker. 
In 1978 ging hij werken bij de overheid waar hij verschillende leidinggevende functies had. Eerst bij Rijkswaterstaat/Deltadienst/svk van het Ministerie van Verkeer en Waterstaat en vanaf 1982 bij het Ministerie van Volkshuisvesting, Ruimtelijke Ordening en Milieubeheer (VROM). 
In 1991 werd hij algemeen-directeur bij MOES Bouwbedrijf en vanaf 1993 was Vriesman directeur Corporate Real Estate (evp) bij de ABN AMRO. In 1998 keerde hij terug bij de rijksoverheid waar hij bij VROM directeur-generaal van de Ruimtelijke Ordening werd en ambtelijk verantwoordelijk was voor onder meer de Vijfde Nota Ruimtelijke Ordening, de herziening van de Wro en de Nota Grondpolitiek.
In september 2001 werd Vriesman algemeen directeur van Staatsbosbeheer. 
In maart 2007 werd hij programmadirecteur Stad-Land, ook wel bekend als het programma G4P3 en vanaf 2008 was hij voorzitter van de Commissie Ruimtelijke Ontwikkeling Luchthavens (Commissie ROL). 
Op 1 mei 2009 volgde zijn benoeming tot waarnemend burgemeester van Den Helder als opvolger van Stefan Hulman die in opspraak was geraakt vanwege huisvestingskosten. Acht maanden later werd Koen Schuiling de kroonbenoemde burgemeester van Den Helder.
Vervolgens werd Vriesman (als zelfstandige) actief op zowel bestuurlijk als adviserend terrein.